# 布下豊明
布下 豊明（ぬのした とよあきら）は、戦国時代から江戸時代前期にかけての武将・旗本。

## 略歴
武田信玄・勝頼に仕えた布下豊正の子として誕生。
同じく武田配下の依田信蕃の武将だった。甲斐武田氏滅亡後は徳川家康に属する。慶長5年（1600年）の関ヶ原の戦いにおいては徳川秀忠の別働隊に属し、本多正信の指揮下に置かれて第二次上田合戦に参加。慶長19年（1614年）大坂冬の陣、翌年の大坂夏の陣にも嫡子・豊友と共に出陣している。
家督は豊友が継承。徳川忠長に連座して一時牢人したが、再度幕府に出仕した。子孫は御家人となった。